# 蓬萊長頸金花蟲
蓬萊長頸金花蟲（学名：Lilioceris formosana）为金花蟲科長頸金花蟲屬下的一个种。